# 基烏拉科查山 (蒂克拉卡揚區)
10°30′11″S 76°00′42″W / 10.50306°S 76.01167°W
基烏拉科查山（Quiulacocha），是秘魯的山峰，位於該國中部帕斯科大區，由帕斯科省的蒂克拉卡揚區負責管轄，屬於瓦古倫喬山脈的一部分，海拔高度5,012米。